# Kozlůvky
Kozlůvky (polsky Kozłówki, německy Kösling) jsou malá vesnice a katastrální území v polské gmině Ketř.

## Historický přehled
Kozlůvky byly součástí moravské enklávy Ketřské panství. Celé panství získalo po první slezské válce roku 1742 Prusko, které je začlenilo do Pruského Slezska.